# نورمان جورج
نورمان جورج (بالإنجليزية: Norman George)‏ هو دبلوماسي وضابط شرطة وسياسي نيوزلندي، ولد في 2 يوليو 1946 في جزر كوك. حزبياً، نشط في Tumu Enua ‏. وقد انتخب عضو برلمان جزر كوك ‏.